# God's Not Dead
God's Not Dead è un film del 2014 diretto da Harold Cronk e interpretato da Kevin Sorbo, Shane Harper, David A.R. White e Dean Cain.
Scritto da Chuck Konzelman e Cary Solomon, basato sul libro di Rice Brooks God's Not Dead: Evidence for God in an Age of Uncertainty il film segue uno studente evangelico cristiano del college (Shane Harper) la cui fede è sfidata da un professore di filosofia (Kevin Sorbo) che dichiara Dio una finzione pre-scientifica.

## Trama
Josh Wheaton, uno studente iscritto al primo anno di college, frequenta il corso di filosofia tenuto dal professor Jeffrey Radisson. Questi, ateo convinto, all'inizio del corso chiede ai suoi studenti di firmare una dichiarazione in cui si afferma che "Dio è morto". Josh è l'unico studente che si rifiuta di firmare. Radisson chiede a Josh di disputare sulla questione con lui, ma accetta che siano i membri della classe a decidere il vincitore.
Radisson dà a Josh gli ultimi venti minuti alla fine delle prime tre sessioni di lezione per cercare di dimostrare che Dio esiste. Nei primi due dibattiti Radisson ha dei contro-argomenti per tutti i punti di Josh. La ragazza di Josh, Kara, gli chiede di firmare la dichiarazione o lasciare la classe di Radisson, perché affrontando così il professore metterà a rischio il loro futuro accademico. Kara rompe la sua relazione con Josh perché lui insiste nel confessare la sua fede in Dio. Infine arriva il terzo e ultimo dibattito tra Radisson e Josh, in cui entrambi combinano punti interessanti. Josh poi interrompe la sua argomentazione per porre una domanda a Radisson: «Perché odia Dio?". Dopo che Josh ripete la domanda due volte, Radisson esplode di rabbia, confermando che odia Dio per la morte della madre, nonostante le sue preghiere, lasciandolo così solo. Allora Josh con disinvoltura chiede a Radisson come si può odiare qualcuno che non esiste. Alla fine, Martin, uno studente dalla Cina il cui padre gli aveva proibito persino di parlare di Dio per non compromettere la possibilità del fratello di studiare all'estero, si alza e dice: "Dio non è morto". Tutta la classe segue l'esempio di Martin e Radisson lascia la stanza sconfitto.

## Colonna sonora
Le canzoni presenti nel film sono di Will Musser e dei Newsboys.

## Distribuzione
Il film è uscito nelle sale il 21 marzo 2014, dalla Pure Flix Entertainment.

## Accoglienza
Il film ha incassato oltre 60 milioni di $ con un budget di 2 milioni.

## Sequel
È stato girato un sequel del film dal titolo God's Not Dead 2 uscito nelle sale cinematografiche il 1º aprile 2016, alla regia è tornato Harold Cronk, e le riprese si sono svolte in Arkansas.
Il 30 marzo 2018 è uscito God's Not Dead: A Light in Darkness regia di Michael Mason.
Quarto film: God's Not Dead: We the People (2021)